# 세이셸과일박쥐
세이셸과일박쥐 또는 세이셸날여우박쥐(Pteropus seychellensis)는 큰박쥐과에 속하는 박쥐의 일종이다. 세이셸의 화강암 섬과 코모로, 마피아섬에서 발견된다. 섬 생태계에서 많은 나무들의 종자를 퍼트리는 중요한 역할을 한다. 일부 섬에서 식용으로 사냥이 되고 있지만, 아직 풍부하게 남아 있다. 실루엣섬에서 특히 흔하게 발견된다.